# 유정국 (양경왕)
양경왕 유정국(梁敬王 劉定國, ? ~ 기원전 46년)은 중국 전한의 황족·제후왕으로, 양왕이다. 양정왕 유무상(혹은 양경왕)의 아들이다.

## 사적
아버지가 양정왕 11년(기원전 86년)에 죽자 그 뒤를 이어 양왕이 됐고, 양경왕 40년(기원전 46년)에 죽어 아들 유수가 왕위를 계승했다.
양경왕은 사람됨이 교만하였고, 그의 치세에는 양나라에 호걸이 많아 재상이 다스리기 어려웠다.

## 출전
- 반고, 《한서》 권14 제후왕표제2·권47 문삼왕전제17

## 가계
- 양정왕 유무상
  - 양경왕 유정국
    - 양이왕 유수
    - 세향후 유평
    - 악후 유의
    - 중향후 유연년
    - 정경후 유피군
    - 황절후 유순
    - 평악절후 유천
    - 치향희후 유취
    - 동향절후 유방
    - 능향후 유흔
    - 율양후 유흠
    - 이향후 유고
    - 고시절후 유발
    - 임도절후 유미앙
    - 고질후 유순

세향후 이하 모두 건소 원년(기원전 38) 정월에 봉해졌다.